# Вяйнемёйнен, играющий на кантеле
«Вяйнемёйнен, играющий на кантеле» — статуя главного героя эпоса «Калевала» Вяйнемёйнена с карело-финскими гуслями «кантеле» на коленях, установленная в 1873 году в выборгском парке Монрепо, утраченная в 1940 году сразу после завершения советско-финляндской войны (1939—1940) и восстановленная в 2007 году.

## Первая статуя
Первоначально на большом валуне, где сейчас находится статуя, предполагалось установить скульптурную группу со статуей святого Николая, однако затем владелец имения, барон П. А. Николаи, заказал датскому скульптору Готтхельфу Борупу (ок. 1804—1879) изваяние героя карельских рун. Возможно, решение о выборе скаульптора и его произведения было обусловлено тем, что работы Борупа Пауль Николаи видел в Копенгагене, где он провел много лет по делам дипломатической службы.

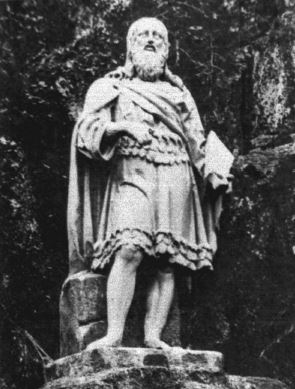
Первый, классицистический вариант статуи (1831)

До выхода в свет первого издания «Калевалы» оставалось четыре года, и не имелось чёткого представления о том, как должен выглядеть Вяйнемёйнен — певец-сказитель, волшебник, заступник всех бедных и обездоленных. На единственном скульптурном изображении — барельефе работы Эрика Кайнберга в зале Абоской академии — длиннобородый «вековечный песнопевец», подобно Орфею, собирал своей игрой на кантеле лесных слушателей — медведей и рыб. Вяйнемёйнен Борупа, стоящий с маленькой лирой или кифарой в руках в одеждах, напоминающих римскую тунику, стал подобием античного бога Аполлона и получил противоречивые отзывы критики.
Несмотря на это, сам факт установки памятника «отцу песен» вызвал в Выборге и в Финляндии в целом большой энтузиазм. Статуя по модели Борупа была изготовлена из гипса в Санкт-Петербурге и установлена в Монрепо в июне 1831 года. Рунопевец неожиданно возникал меж скал перед идущим по узкой прибрежной тропе человеком в отдалённом уголке парка, получившем название «Край света».
В 1871 году неизвестные вандалы разбили статую Вяйнемёйнена. Тогда было принято решение заменить её скульптурой, отлитой в металле.

## Статуя Йоханнеса Таканена
Заказ на новую скульптуру получил финский скульптор Йоханнес Таканен. Работа над второй статуей, также как и над первой, велась в Копенгагене, в мастерской Кристиана Готтлиба Биссена, у которого Таканен проходил курс обучения. Своему Вяйнемёйнену Таканен придал портретное сходство с Магдалусом Колдом, в доме которого он жил в Дании. Певец был изображён сидящим с кантеле на коленях, при этом левая рука сказителя устремлялась вверх. По мнению автора скульптуры, вытянутая высоко вверх левая рука передает порыв воодушевления, охвативший рунопевца. Композиция схожа с изображением Оссиана на картине датского художника Н. А. Абильдгора.
К началу 1872 года был готов эскиз памятника, в 1873 году его отлили в цинке (материал был выбран из соображений дешевизны, ибо выяснилось, что средств, отпущенных на изготовление статуи, оказалось недостаточно), перевезли морем в Выборг и установили в парке Монрепо на прежнем месте.

## Воссоздание
В годы войны статуя вновь была утрачена. По некоторым предположениям, она могла в 1940 году оказаться на дне Финского залива. 
Поиски водолазов на дне залива[когда?] у парка Монрепо оказались безрезультатными, поэтому встал вопрос о воссоздании скульптуры. 
Сама идея о необходимости воссоздания «первого в Европе памятника литературному герою» была высказана в 1988 году Д. С. Лихачёвым в авторском документальном фильме «Монрепо».
О предполагаемом восстановлении «Вяйнемёйнена» в 1999 году узнал скульптор Константин Бобков, прочитав об этом статью краеведа Михаила Костоломова в газете «Утро Петербурга». Он загорелся этим творческим вызовом и, познакомившись с тогдашним директором музея-заповедника «Парк Монрепо» Евгением Труфановым, получил доступ к старинным фотографиям скульптуры, по которым изготовил небольшую её модель. А когда в 2005 году у музея-заповедника нашлись деньги на изготовление скульптуры, причем часть средств поступила за счет пожертвований, то скульптор собственноручно увеличил её до величины оригинальной статуи Таканена, после чего новая статуя была отформована из искусственного камня — смеси цементного раствора и крошки пудостского камня. 
Статую торжественно открыли на прежнем месте 2 июня 2007 года.

## Отзывы
Та часть парка, где находится скульптура, называется Краем Света. Сюда посетителей парка ведет лесная тропа, петляющая между старых сосен. Справа – изрезанная береговая линия, слева – скальная гряда, которая по мере пути становится все выше. И там, где гранитная стена наконец преграждает путь, неожиданно взору открывается фигура старца, играющего на кантеле. И кажется, что перед глазами ожила описанная в «Калевале» картина пения вековечного Вяйнемейнена:
«Струны кантеле ликуют. Скачут горы, рвутся камни,
Скалы все загрохотали. Рифы треснули морские…».Юлия Мошник
В парке Монрепо, на самом берегу залива, под высокими нависшими скалами, поросшими мхом и осененными соснами, стоит белый мрамор — это Вейнемейнен, седой певец из финской поэмы «Калевала». Он поет вдохновенную песню в честь витязей духа, в честь того, кто жизнь отдает во имя добра за людей. Он поет славу павшим героям и зовет все новых бойцов в ряды великой Божьей рати.Владимир Марцинковский

## Галерея

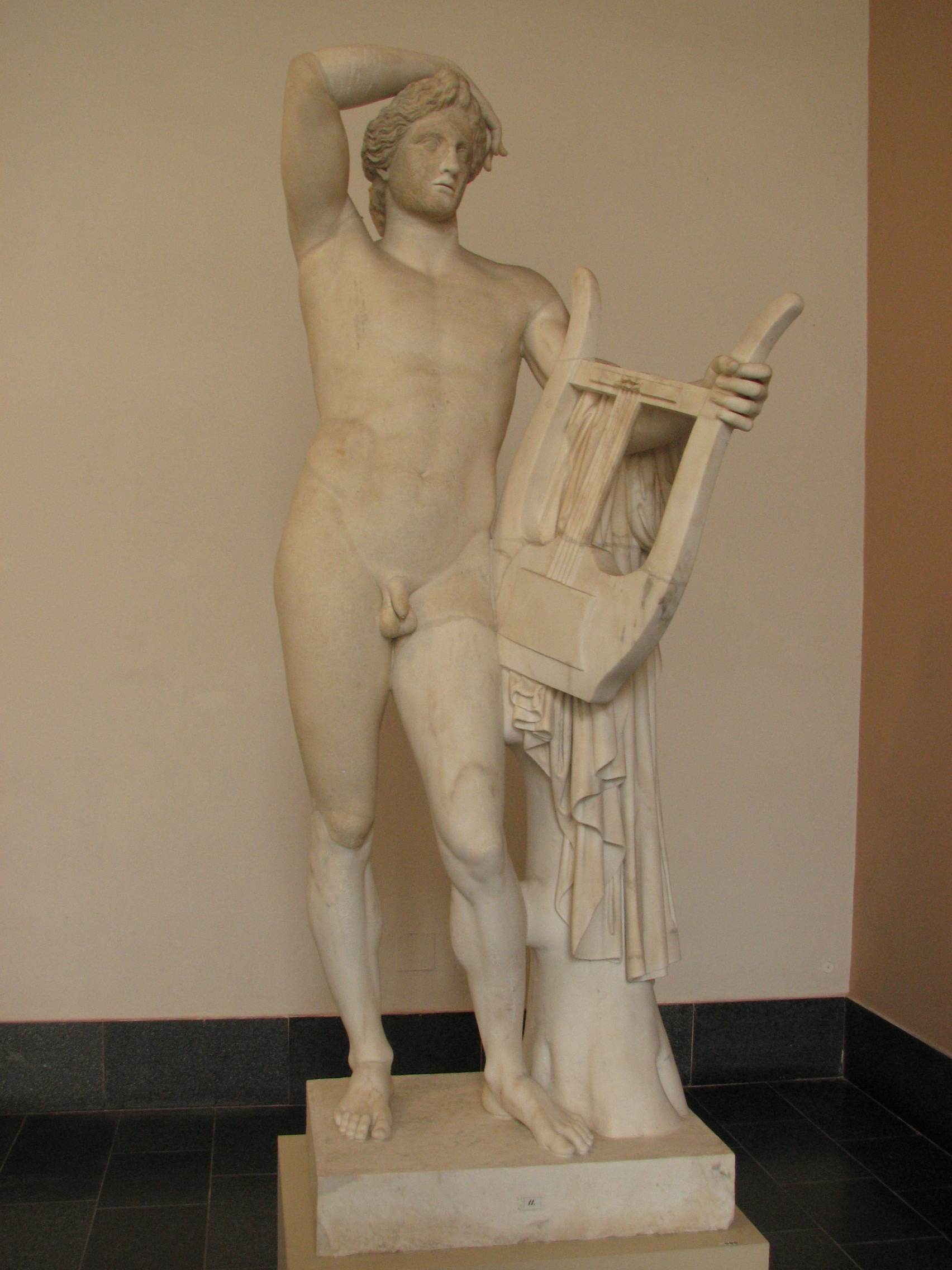
Статуя Аполлона — прообраз первой статуи Борупа
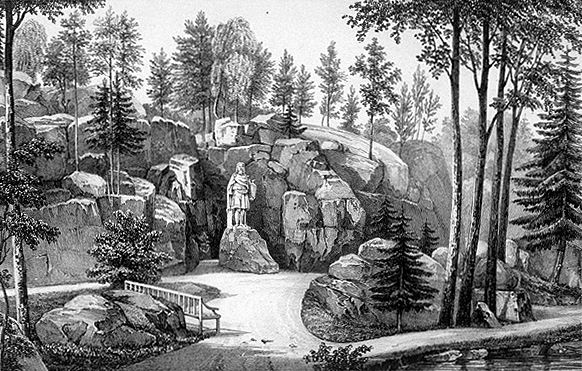
Первая статуя на литографии XIX века
Статуя Йоханнеса Таканена, 1905—1915, коллекция фотографий С. М. Прокудина-Горского
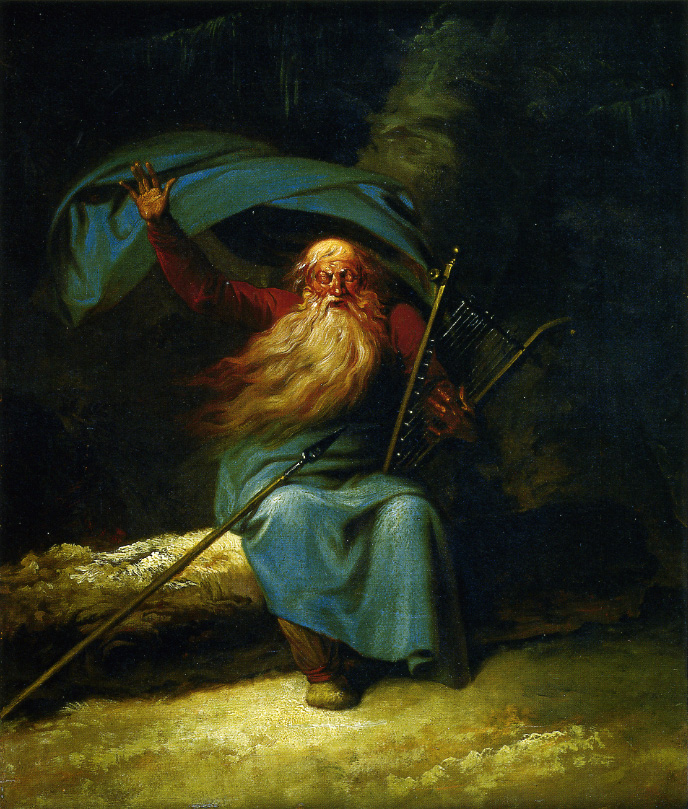
«Оссиан» Абильдгора
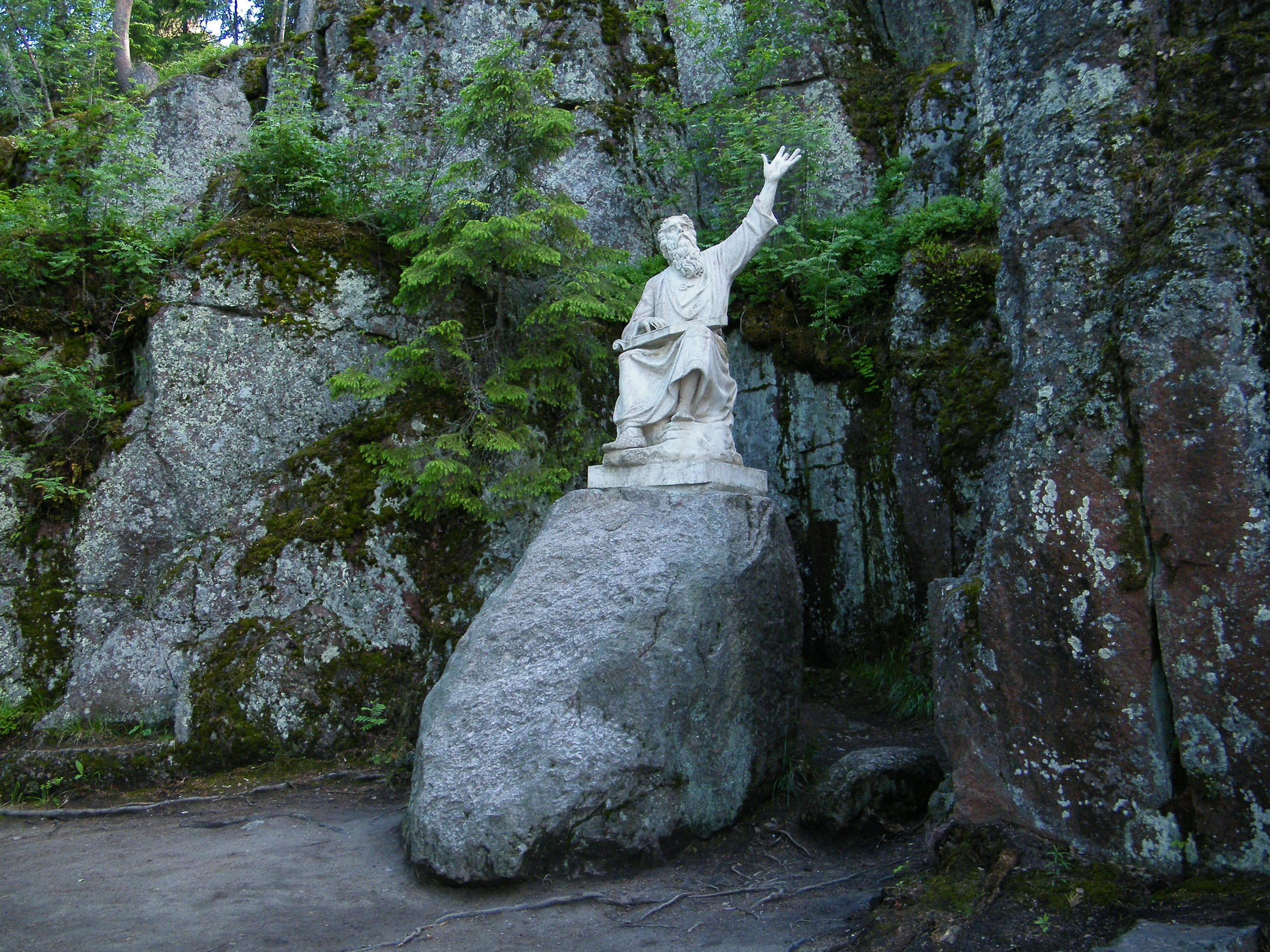
Современный памятник Бобкова